# NGC 2526
NGC 2526 (również PGC 22778 lub UGC 4231) – galaktyka spiralna (Sab), znajdująca się w gwiazdozbiorze Raka. Odkrył ją Albert Marth 25 marca 1864 roku.
W galaktyce tej zaobserwowano supernową SN 2000fn.